# 김희집
김희집(金熙執, 1931년 ~ 2015년 10월 7일)은 대한민국의 교수이자 경영학자이며, 1990년부터 1994년까지 고려대학교 총장을 역임했다.

## 학력
- 1959년 : 고려대학교 경영학 학사
- 1962년 : 고려대학교 대학원 경영학 석사
- 1967년 : 스탠퍼드 대학교 경영대학원 수료
- 1975년 : 고려대학교 대학원 경영학 박사

### 명예 박사 학위
- 1994년 : 연세대학교 명예교육학 박사

## 주요 경력
- 1961년 ~ 1962년 : 서울시공무원교육원 강사
- 1962년 ~ 1964년 : 중앙공무원교육원 강사
- 1965년 ~ 1996년 : 고려대학교 경영대학 교수
- 1976년 ~ 1980년 : 고려대학교 의무관리처장
- 1976년 ~ 1978년 : 한국증권학회 초대 회장
- 1977년 ~ 1990년 : 증권쟁의조정위원회 위원
- 1978년 ~ 1980년 : 한국산업은행 기업경영자문위원
- 1980년 ~ 1983년 : 고려대학교 기업경영연구소 소장
- 1981년 ~ 1982년 : 내무부 정책자문위원
- 1983년 ~ 1984년 : 고려대학교 기획처장
- 1984년 ~ 1985년 : 고려대학교 문리대학장 겸 경상대학장
- 1984년 : 학교법인 덕성학원 감사
- 1985년 ~ 1988년 : 고려대학교 경영대학장
- 1987년 ~ 1988년 : 한국경영학회 회장
- 1988년 ~ 1989년 : 고려대학교 경영대학원장
- 1989년 ~ 1990년 : 고려대학교 부총장
- 1989년 ~ 1990년 : 제3대 한국재무학회 회장
- 1990년 ~ 1994년 : 제12대 고려대학교 총장
- 1990년 ~ 1994년 : 성곡학술문화재단 이사
- 1991년 ~ 1994년 : 중국 연변조선족기술대학교 고문
- 1991년 ~ 1992년 : 한국대학교육협의회 대학발전연구위원회 위원장
- 1992년 ~ 1994년 : 제6대 한국대학교육협의회 회장
- 1992년 : 몽골국립기술대학교 명예교수
- 1993년 ~ 1994년 : 범국민독서새물결운동추진위원회 고문
- 1994년 : 사립학교교원연금관리공단 이사
- 1995년 : 한국대학총장협회 부회장
- 1995년 : 유천장학문화재단 이사장
- 1995년 : 한국대학교육협의회 대학평가인정위원회 위원장
- 1995년 ~ 1998년 : 방송문화진흥회 이사장
- 1995년 : 한국학술진흥재단 이사
- 1996년 ~ 2000년 : 제33·34대 한국공인회계사회 회장
- 1996년 ~ 2015년 : 고려대학교 경영대학 경영학과 명예교수

## 저서
- 김희집 (1994년). 《세계로의 힘찬 포효 - 대학의 이상과 희망》. 고려대학교출판부. ISBN 9788976412751.